# سحيم (نبات)
السحيم (الاسم العلمي: Sehima) هي جنس من النباتات يتبع الفصيلة النجيلية من رتبة القبئيات.

## أنواع نبات السحيم
- سحيم غالبيني (الاسم العلمي:Sehima galpinii)
- سحيم غرزي (الاسم العلمي:Sehima ischaemoides)
- سحيم عصبي (الاسم العلمي:Sehima nervosum)
- سحيم معين (الاسم العلمي:Sehima notatum)
- سحيم مشقق (الاسم العلمي:Sehima sulcatum)